# Diaphanogryllacris
Diaphanogryllacris is een geslacht van rechtvleugeligen uit de familie Gryllacrididae. De wetenschappelijke naam van dit geslacht is voor het eerst geldig gepubliceerd in 1937 door Karny.

## Soorten
Het geslacht Diaphanogryllacris omvat de volgende soorten:
- Diaphanogryllacris aequalis Walker, 1859
- Diaphanogryllacris albifrons Gorochov & Woznessenskij, 1999
- Diaphanogryllacris annamita Griffini, 1909
- Diaphanogryllacris annulata Brunner von Wattenwyl, 1888
- Diaphanogryllacris basaliatrata Griffini, 1909
- Diaphanogryllacris collaris Walker, 1869
- Diaphanogryllacris corporaali Willemse, 1927
- Diaphanogryllacris gladiator Fabricius, 1793
- Diaphanogryllacris insignis Gorochov & Woznessenskij, 1999
- Diaphanogryllacris laeta Walker, 1869
- Diaphanogryllacris macroxiphus Hebard, 1922
- Diaphanogryllacris normalis Gorochov & Woznessenskij, 1999
- Diaphanogryllacris panfilovi Gorochov & Woznessenskij, 1999
- Diaphanogryllacris pellucens Gorochov & Woznessenskij, 1999
- Diaphanogryllacris postica Walker, 1869
- Diaphanogryllacris propria Gorochov & Woznessenskij, 1999
- Diaphanogryllacris simulator Gorochov & Woznessenskij, 1999
- Diaphanogryllacris tibialis Serville, 1838
- Diaphanogryllacris translucens Serville, 1838
- Diaphanogryllacris trinotata Walker, 1870